# گاکو ایشیزاکی
گاکو ایشیزاکی (انگلیسی: Gaku Ishizaki؛ زادهٔ ۹ ژوئیهٔ ۱۹۵۵) سیاستمدار اهل ژاپن است.